# فهرج
برای روستایی به این نام در استان یزد به فهرج (یزد) رجوع کنید.
فَهرَج، شهری در بخش مرکزی شهرستان فهرج در استان کرمان ایران است. این شهر، مرکز شهرستان فهرج است.

## جمعیت
بر پایه سرشماری عمومی نفوس و مسکن در سال ۱۳۹۵، جمعیت شهر فهرج برابر با ۶٬۸۷۶ نفر (۱٬۸۵۰ خانوار) بوده‌است.